# Thể dục dụng cụ tại Đại hội Thể thao Đông Nam Á 2001
Thể dục dụng cụ tại Đại hội Thể thao Đông Nam Á năm 2001 diễn ra tại Putra Indoor Stadium, Khu Liên hợp Thể thao Quốc gia, Kuala Lumpur, Malaysia, từ ngày 8 đến 16 tháng 9 năm 2001. Giải được chia thành hai nhóm nội dung chính: thể dục nghệ thuật (artistic gymnastics) tổ chức từ 8–12/9 và thể dục nhịp điệu (rhythmic gymnastics) từ 14–16/9, cả hai đều diễn ra theo tiêu chuẩn của Hiệp hội Thể dục Quốc tế (FIG).
Malaysia – nước chủ nhà – dẫn đầu toàn đoàn khi giành 16 trên tổng số 20 huy chương vàng, cùng với 27 huy chương các loại, trong đó huy chương vàng thể dục nghệ thuật nữ và thể dục nhịp điệu nữ hoàn toàn nằm trong tay các vận động viên chủ nhà. Thái Lan và Indonesia mỗi đoàn giành được 2 huy chương vàng, với tổng số 12 huy chương. Trong khi đó, Philippines và Việt Nam lần lượt giành được 6 và 3 huy chương.
Malaysia đã thống trị hoàn toàn các nội dung thể dục nghệ thuật nữ và thể dục nhịp điệu, đồng thời cũng vượt trội ở các nội dung nam. Đội tuyển thể dục nghệ thuật nam của Malaysia lần đầu tiên trong lịch sử giành được huy chương vàng nội dung đồng đội, và toàn đoàn giành tổng cộng 4 HCV ở các nội dung nam. Nhiều vận động viên xuất sắc đã giành được nhiều huy chương vàng cá nhân, trong đó Jonathan Sianturi (Indonesia) đoạt 2 HCV ở các nội dung toàn năng cá nhân nam và ngựa tay quay. Nurul Fatiha Abdul Hamid (Malaysia) giành HCV ở nội dung toàn năng nữ và tự do (floor). Chang Zhi Wei (Malaysia) đoạt HCV ở xà lệch (uneven bars) và cân bằng (balance beam). Ở thể dục nhịp điệu, hai vận động viên của Malaysia là Goh Yi Wei và Celestie Chan đã thâu tóm toàn bộ huy chương vàng cá nhân: Goh giành HCV các nội dung toàn năng, dùi, và vòng, trong khi Chan giành các nội dung bóng và dây.

## Tóm tắt kết quả

### Thể dục nghệ thuật

#### Nam
| Nội dung           | Vàng | Bạc | Đồng |
| ------------------ | --- | --- | --- |
| Toàn năng đồng đội | Malaysia (MAS) · Ng Shu Wai · Loke Yik Siang · Onn Kwang Tung · Mohd Irwan Miskob · Ooi Wei Siang · Heng Wah Jing | Thái Lan (THA) · Saran Suwansa · Sattra Suwansa · Amornthep Waewsaeng · Aekaraj Chankroong · Ravis Sampoonachot · Peerapol Chouchirdthai | Indonesia (INA) · Jonathan Sianturi · M. Aldila Akhbar · Lulu Manurung · Sepri Haryadi · Helmy Firmansyah · Abdul Razak Siri |
| Toàn năng cá nhân  | Jonathan Sianturi · Indonesia                                                                                     | Sattra Suwansa · Thái Lan | Loke Yik Siang · Malaysia |
| Thể dục tự do      | Ng Shu Wai · Malaysia                                                                                             | Roel L. Ramirez · Philippines | Jonathan Sianturi · Indonesia                                                                                                |
| Ngựa tay quay      | Jonathan Sianturi · Indonesia                                                                                     | Onn Kwang Tung · Malaysia | Trương Minh Sang · Việt Nam                                                                                                  |
| Vòng treo          | Amornthep Waewsaeng · Thái Lan                                                                                    | Jonathan Sianturi · Indonesia | Lulu Manurung · Indonesia |
| Nhảy chống         | Loke Yik Siang · Malaysia                                                                                         | Helmy Firmansyah · Indonesia · Dương Ngọc Đàm · Việt Nam                                                                                 | |
| Xà kép             | Mohd Irwan Miskob · Malaysia                                                                                      | Ng Shu Wai · Malaysia | Sepri Haryadi · Indonesia |
| Xà đơn             | Sattra Suwansa · Thái Lan                                                                                         | Ng Shu Wai · Malaysia | Saran Suwansa · Thái Lan |

#### Nữ
| Nội dung           | Vàng | Bạc | Đồng |
| ------------------ | --- | --- | --- |
| Toàn năng đồng đội | Malaysia (MAS) · Nurul Fatiha Abdul Hamid · Alexina Au Li Yen · Chang Zhi Wei · Chang Siew Ting · Yap Yee Yin | Thái Lan (THA) · Rattanaporn Khemtong · Krittaporn Sawangsri · Nattakarn Khanchai · Nattaporn Khanchai · Tityubol Banlengkan · Phanumas Banthao | Philippines (PHI) · Pia Adelle Reyes · Precious Aisssa Reyes · Phoebe Danielle Espiritu · Anna Francesca Cruz · Aianna Difuntorium |
| Toàn năng cá nhân  | Nurul Fatiha Abdul Hamid · Malaysia                                                                           | Chang Zhi Wei · Malaysia | Nattakarn Khanchai · Thái Lan |
| Nhảy chống         | Alexina Au Li Yen · Malaysia                                                                                  | Yap Yee Yin · Malaysia | Dewi Prahara · Indonesia |
| Xà lệch            | Chang Zhi Wei · Malaysia                                                                                      | Afrina Suryani Siahaan · Indonesia | Chang Siew Ting · Malaysia |
| Cầu thăng bằng     | Chang Zhi Wei · Malaysia                                                                                      | Pia Adelle Reyes · Philippines | Precious Aissa Reyes · Philippines                                                                                                 |
| Thể dục tự do      | Nurul Fatiha Abdul Hamid · Malaysia                                                                           | Alexina Au Li Yen · Malaysia | Pia Adelle Reyes · Philippines |

### Thể dục nhịp điệu
| Nội dung           | Vàng                                                              | Bạc                                                                         | Đồng                                                |
| ------------------ | ----------------------------------------------------------------- | --------------------------------------------------------------------------- | --------------------------------------------------- |
| Toàn năng đồng đội | Malaysia (MAS) · Goh Yi Wei · Celestie Chan · Sarina Sundra Rajah | Thái Lan (THA) · Tharatip Sridee · Sarochini Sawakchim · Pattra Sarikaputra | Indonesia (INA) · Yulianti · Jumaiyah · Oh Ze Ching |
| Toàn năng cá nhân  | Goh Yi Wei · Malaysia                                             | Celestie Chan · Malaysia                                                    | Pattra Sarikaputra · Thái Lan                       |
| Vòng               | Goh Yi Wei · Malaysia                                             | Pattra Sarikaputra · Thái Lan                                               | Sarina Sundra Rajah · Malaysia                      |
| Bóng               | Celestie Chan · Malaysia                                          | Yuliyanti · Indonesia                                                       | Maria Angelica T. Basco · Philippines               |
| Chùy               | Goh Yi Wei · Malaysia                                             | Celestie Chan · Malaysia                                                    | Pattra Sarikaputra · Thái Lan                       |
| Dây                | Celestie Chan · Malaysia                                          | Tharatip Sridee · Thái Lan                                                  | Nguyễn Thu Hà · Việt Nam                            |

## Bảng huy chuơng
| Hạng               | Đoàn               | Vàng | Bạc | Đồng | Tổng số |
| ------------------ | ------------------ | ---- | --- | ---- | ------- |
| 1                  | Malaysia           | 16   | 8   | 3    | 27      |
| 2                  | Thái Lan           | 2    | 6   | 4    | 12      |
| 3                  | Indonesia          | 2    | 4   | 6    | 12      |
| 4                  | Philippines        | 0    | 2   | 4    | 6       |
| 5                  | Việt Nam           | 0    | 1   | 2    | 3       |
| Tổng số (5 đơn vị) | Tổng số (5 đơn vị) | 20   | 21  | 19   | 60      |